# Duta aurea
Duta aurea är en stekelart som först beskrevs av Alan Parkhurst Dodd 1914.  Duta aurea ingår i släktet Duta och familjen Scelionidae. Inga underarter finns listade i Catalogue of Life.